# Quinton (Oklahoma)
Quinton – miasto w Stanach Zjednoczonych, w stanie Oklahoma, w hrabstwie Pittsburg.